# Раздолье (Херсонская область)
Раздолье (укр. Роздолля) — село в Генической городской общине Генического района Херсонской области Украины.
Население по переписи 2001 года составляло 47 человек. Почтовый индекс — 75520. Телефонный код — 5534. Код КОАТУУ — 6522180405.

## Местный совет
75520, Херсонская обл., Генический р-н, с. Плавское